# William Cox Ellis
William Cox Ellis (* 5. Mai 1787 in Muncy, Lycoming County, Pennsylvania; † 13. Dezember 1871 ebenda) war ein US-amerikanischer Politiker. Zwischen 1821 und 1825 vertrat er zwei Mal den Bundesstaat Pennsylvania im US-Repräsentantenhaus.

## Werdegang
William Ellis besuchte die öffentlichen Schulen seiner Heimat und danach bis 1803 die Friends’ School nahe Pennsdale. Zwischen 1803 und 1810 war er stellvertretender Leiter der Landvermessungsbehörde (Deputy Surveyor General); von 1810 bis 1818 arbeitete er für die Union and Northumberland County Bank als Kassierer. Nach einem Jurastudium und seiner 1817 erfolgten Zulassung als Rechtsanwalt begann er in Muncy in diesem Beruf zu praktizieren. Politisch war er damals Mitglied der Demokratisch-Republikanischen Partei.
Bei den Kongresswahlen des Jahres 1820 wurde Ellis im zehnten Wahlbezirk von Pennsylvania in das US-Repräsentantenhaus in Washington, D.C. gewählt, wo er am 4. März 1821 faktisch die Nachfolge von John Murray antrat. Dieses Mandat legte er aber noch vor der konstituierenden Sitzung des Parlaments nieder. Danach bewarb er sich erfolglos um dasselbe Mandat. Die Hintergründe dieses Vorgehens sind nicht überliefert.
Bei den Wahlen des Jahres 1822 wurde Ellis im neunten Distrikt seines Staates in den Kongress gewählt, wo er am 4. März 1823 sein neues Mandat antrat. Bis zum 3. März 1825 konnte er dort eine volle Legislaturperiode absolvieren. In den 1820er Jahren schloss er sich der Bewegung um den späteren Präsidenten Andrew Jackson an. In den Jahren 1825 und 1826 war William Ellis Abgeordneter im Repräsentantenhaus von Pennsylvania. 1856 trat er der zwei Jahre zuvor gegründeten Republikanischen Partei bei. Ansonsten betätigte er sich wieder als Anwalt. Er starb am 13. Dezember 1871 in seinem Heimatort Muncy.